# Cianur de magnesi
El cianur de magnesi és una sal de fórmula química {\displaystyle {\ce {Mg(CN)2}}}, la seva massa molar és de 75 g/mol.

## Síntesi
El {\displaystyle {\ce {Mg(CN)2}}} es va obtenir l'any 1947 a partir de la reacció de magnesi dividit amb cianur d'hidrogen (HCN) en amoníac líquid.

## Ús
Els cianurs estequimètrics com el cianur de magnesi (i el cianur de beril) tenen un nombre mitjà de quatre electrons de valència per àtom i són interessants precursors per la síntesi a alta pressió de materials tetrahèdrics densos de la mateixa estequiometria que tenen propietats relacionades amb les dels diamants.